# Game Developer
Game Developer (precedentemente noto come Gamasutra) è un sito web, nato nel 1997, che si rivolge agli sviluppatori di videogiochi. È gestito e di proprietà di UBM TechWeb, una divisione di United Business Media, ed è l'equivalente online dell'omonima rivista, di medesima proprietà.
Il sito pubblica regolarmente notizie aggiornate sui videogiochi e sulle loro caratteristiche, fornisce altre risorse online per sviluppatori di videogiochi, e rende disponibile una scheda sull'offerta di lavoro nel settore dell'industria videoludica. A gennaio 2010 risultava avere oltre 430 000 membri registrati e 3 milioni di pagine visitate al mese
Gamasutra e la sua redazione hanno vinto l'Webby Award nel 2006 e nel 2007; le 5 parole previste per la cerimonia del premio sono state rispettivamente: «Art plus science, still games» e «Heart plus science equals games».